# 川奈栞
川奈 栞（かわな しおり、1984年3月10日 - ）は、日本の元グラビアアイドル。ブリリアントに所属していた。東京都出身。青山学院大学 文学部英米文学科卒業。

## 略歴・人物
東京都八王子市生まれ。9歳から約6年間アメリカサンフランシスコの現地の小中学校に通っていた帰国子女。帰国後に日本の高校を経て、青山学院大学文学部英米文学科に入学。大学在学中から芸能活動を開始し、大学卒業後はグラビアアイドルとして活躍、2008年1月にはアメブロの芸能人・有名人ランキングで総合1位を達成した。
趣味は冒険、海外の遺跡史跡巡り、イラストやマンガを描くこと。英語力は、英検準1級、TOEIC800点、国連英検B級である。
現在はグラビアアイドルを卒業し、日本・アメリカ・中国をベースにエンタテインメント業界で、通訳や海外企業のコーディネーターの仕事をしている。
2020年、新型コロナ禍で日本でステイホーム中、自身の趣味が高じて「ナスペンさん」「消えそうなうさぎ」の４コママンガの創作を開始。この２作品は、日本語版をLINEコミックのインディーズカテゴリーで連載中。また、SOZO COMICS より英語版をAmazon / Kindle、INKR、MangaPlanet、Azukiで、中国語版を漫画人、好看漫画で配信中。
「消えそうなうさぎは」2020年5月よりLINEコミックのインディーズ、裏社会・アングラカテゴリーで連載を開始し、連載直後からカテゴリーの1位達成。それ以降は、現在も1位を更新中（2022年3月10日現在）。この実績が評価されて、2021年8月、シンガポールのTROPHEE社のサポートにより「消えそうなうさぎ / 英語名: FADE AWAY BUNNY 」がNFT化。主に海外のユーザーに向けてNFTの販売と売買がされている。
2021年10月から、メタバース Decentraland内でNyankee（ Decentraland内の公式Name）としてアバターを開始。海外を中心に、仮想空間での活動を行なっている。
2022年春、自身でメタバース Decentraland内の土地（LAND/住所は -111.-44）を所有し、作品ギャラリーを開始。WEB3.0（メタバース運営のための投票やデジタルコンテンツの販売等）での活動を行っている。この活動が評価されて、2022年秋にはDecentralandからウェアラブルデザイナーとしての公式認証をされた。
2023年2月、LINEブログの閉鎖とアメブロへの移行により、公式ブログをアメブロで8年ぶりに再開。現在はクリエイター/漫画家部門で投稿を行なっている。

## 出演

### テレビ出演
- 浜ちゃんと!（読売テレビ、2008年2月28日）NHKとくぎ自慢
- 行列のできる法律相談所（日本テレビ）
- TVチャンピオン2（テレビ東京）
- ZAK THE QUEEN（エンタ!371）
- ファンキーチューズデイ（サンテレビ）
- ピン子のウイークエンダーリターンズ（日本テレビ）
- 日曜ビッグバラエティ どうしても入りたい!日本の温泉ベスト10（テレビ東京、2009年2月1日）
- 女優力（日本テレビ、2010年1月9日 - 3月27日）
- チェイス〜国税査察官〜 第1話「カリブの手品師」（NHK総合、2010年4月16日）
- ユニバTVII（パチンコ★パチスロTV!、2012年7月 - ）

### ラジオ出演
- 斉木しげるの浪漫素（調布エフエム放送、2010年9月4日 - 番組終了） - アシスタント

### 舞台
- 「シンデレラは生きていた」改め「子鹿のゾンビは可愛いな」のオーディション（一歩堂、2010年9月9日 - 13日、アイピット目白） - キュートなゾンビ 役（ゲスト出演）

### 音楽PV
- ゲビル「WWW〜ワールド ワイド ワッショイ〜」（ポニーキャニオン）

### 携帯サイト
- アイドルがイッパイ（アイパイ）
- 宮澤正明写真館
- 山内順仁「パララ」
- 「本当にデカップ」

### インターネット番組
- ニコニコ動画『アイパイ★ちゃんねる』
- 学研「BOMB.TV!」
- ZAKZAK　ZAK　the Queen
- ジャンバリ.TV　レジェンドバトル
- Hello TVお台場TV[3]
- ハイレグドン

## 書籍
- 川奈栞の妄想劇場―ブログ「ランジェリーバカ一代」公式ブック（2009年7月、学習研究社）ISBN 978-4054042384

### 写真集
- ShioriX（2008年5月、彩文館出版、撮影：Alex Won）ISBN 978-4775603109
- La P^eche（2009年8月、音楽専科社、撮影：山岸伸）ISBN 978-4872792270
- 妄想STYLE BOOK（2014年1月25日、彩文館出版、撮影：鯨井康雄）ISBN 978-4775605486

### デジタル写真集
- 「お帰りなさいませご主人様！川奈栞」（イースト・プレス）
- 「学園の天使〜憧れの同級生〜川奈栞」（イースト・プレス）
- 「Good Job! 女子大生レースクイーン川奈栞」（イースト・プレス）

### 雑誌
- 「ヤングマガジン」
- 「ヤングチャンピオン」
- 「週刊プレイボーイ」
- 「ゴルフダイジェスト」
- 「FLASH EX」
- 「Bejean」
- 「Bustier」（ビスチェ）表紙、インタビュー
- 「本当にデカップ」
- 「スコラ」
- 「アサヒ芸能」

## DVD

### イメージDVD
- 「Naked Clips」（主演／2007年8月、スパイスビジュアル）
- 「ふみだいしょうこう」（主演／2007年11月、イーネット・フロンティア）
- 「幻想協想曲」（主演／2007年12月、フェルマータ）
- 「しおり、やっぱりあなたのことが好き」（主演／2008年2月、フェルマータ）
- 「ランジェリーナ☆シオリーナ」（主演／2008年5月　QH映像）
- 「ShioriX」（主演／2008年8月、彩文館出版）
- 「こころのシオリ」（主演／2008年11月、グラッソ）
- 「催眠遊戯~アイドール川奈栞~」（主演／2009年3月、RMQプロジェクト）
- 「シオリンボー湯煙り温泉妄想乱戯」（主演／2009年4月、ぶんか社）
- 「教えてあげる」（主演／2009年7月、日本メディアサプライ）
- 「ジュテームといって」（主演／2009年10月、グラッソ）
- 「催眠部屋 被験者 川奈栞」（主演／2010年2月、RMQプロジェクト）
- 「スケスケ助っ人」（主演／2012年4月、グラッソ）
- 「栞のシースルー♡ラブ〜Vol.6〜」（主演／2012年11月、グラッソ）
- 「混浴気分 vol.1〜ダーリンと妄想温泉デート〜」（主演／2013年6月、オルスタックピクチャーズ）
- 「川奈栞 スケッチ♡ラブ」（主演／2013年10月、エスデジタル）
- 「筋肉 SEXYBODY」（共演／2008年12月、オルスタックピクチャーズ）月見栞
- 「2K」（共演／2009年3月、アクアハウス）小林ユリ
- 「川奈栞と鈴木ゆかの水着でゴルフレッスン(3枚組)」（共演／2009年3月）
- 男子禁制〜花園女学院の秘められたドラマ〜（共演／2009年3月、グラッソ）那智、芝田翔生子、はるな梢、花木衣世、高田亜莉沙、葉月あこ、滝ありさ
- 「催眠遊戯 〜アイドールズ 2〜」（共演／2009年5月、RMQプロジェクト）小林ユリ

### Vシネマ
- 「ハイパーセクシーヒロイン舞桃乱撫　龍華」（2008年7月）
- 「b-boy to b-boy」（2008年8月）
- 「エキサイティングヒロイン宇宙警察スパークレンジャー」（2008年8月）
- 「ジャスティーウインド外伝」（2008年11月）
- 「バーストレンジャー（前編）」（2008年11月）
- 「バーストレンジャー（後編）」（2008年12月）

## その他
- ハイレグドン（2010年2月 - 5月、Movie Gate）
- 復活!ミニスカポリスメンバー（15代目）

### レースクイーン
- スーパー耐久レース開幕戦　TRACY SPORTS BENELOPレースクイーン（2007年4月）
- スーパー耐久レース第2戦　鈴鹿サーキット　ファンキークイーンズ（2007年5月）

### PCソフトウェア
- Viemo（ヴィーモ）デスクトップキャラクター（2008年10月06日）

### デジタルマンガ
- 「ナスペンさん」（2020年2月〜現在）
- 「消えそうなうさぎ」（2020年5月〜現在）

### NFT
- https://opensea.io/collection/fade-away-bunny-collection